# Crushology 101
Crushology 101 (hangeul : 바니와 오빠들 ; RR : Baniwa oppadeul ; MR : Paniwa oppadŭl ; litt. « ce type est un dragon à flamme noire ») est une série télévisée sud-coréenne réalisée par Kim Ji-hoon, dont la diffusion est prévue pour avril 2025 sur le réseau MBC TV.

## Distribution

### Acteurs principaux
- Roh Jeong-eui (en) : Bunny
- Lee Chae-min : Hwang Jae-yeol
- Jo Joon-young (en) : Cha Ji-won

### Acteurs secondaires
- Kim Hyun-jin (en) : Jo A-rang
- Hong Min-gi : Jin Hyun-oh
- Kim Min-chul (en) : Dong-ha
- Choi Ji-su : Nam Kkot-nim
- Lee Ji-hoon : Ban Yeong-min
- Jeon Joon-ho : Chun-sik
- Wang Bit-na (en) : Hwang Jae-yeol's mother
- Nam Kyu-hee : Kwon Bo-bae